# Transporte público en Cancún
El transporte público en Cancún está basado en autobuses y vans, comúnmente llamadas "combis", modelos Toyota o Nissan, y dicho servicio es proporcionado por 5 empresas de transporte público concesionado:
- Autocar S.A. de C.V. (Autocar)
- Transportación Turística y Urbana de Cancún (Turicún)
- Sociedad Cooperativa de Autotransporte del Ejido de Alfredo Vladimir Bonfil (Bonfil),
- Sociedad Cooperativa de Transporte Maya Caribe (Maya Caribe), y
- Transporte Terrestre Estatal (TTE)

Dada la naturaleza de Cancún el transporte público también puede dividirse en 2 zonas:
- Zona Urbana
- Zona Hotelera

Donde comúnmente la mayoría de las rutas de la zona urbana pasan cerca o desemboca en una ruta que va a la Zona Hotelera

## Conexión Intermodal
Los autobuses urbanos eléctricos del Tren Maya conectan las 4 terminales del Aeropuerto Internacional de Cancún con la estación de Cancún y otros puntos turísticos.

## Zona Hotelera
El servicio de rutas que recorren la Zona Hotelera (Hotels Zone) de Cancún solo es proporcionado por Autocar y Turicun (De manera unificada siendo una Controladora llamada SEA) y por Maya Caribe y para evitar confusión por parte de los turistas se les ha asignado los números 1 y 2 (R-1 y R-2) aunque también hay sus excepciones.
Por parte de Controladora SEA, sus unidades son completamente de color rojo, con el distintivo SEA a un costado, mientras que las unidades de Maya Caribe son de color blanco con dos franjas unidad de forma horizontal color verde con amarillo, en algunos casos con autobuses de tamaño pequeño.

### RUTA 1 (R-1)
En general la R-1 tiene varios orígenes/destinos cuyo recorrido suele coincidir en el Parque Leona Vicario (Conocido como el Crucero) recorren la avenida Tulum hasta llegar al Cebiche donde inician su recorrido por la Zona Hotelera. Esta suele ser la ruta más conocida de todas.
Las Rutas 1 disponibles son:
- R-1 (CRUCERO, Downtown, Centro, Av. Tulum, Hoteles), proporcionado tanto por Controladora SEA y Maya Caribe.

Esta ruta tiene su base de inicio en un parque conocido como La Rehoyada, después se dirige al Crucero donde suele cargar el grueso de usuarios que llegan de diferentes unidades habitacionales, regiones, residenciales y asentamientos irregulares
para llevarlos a sus destinos de trabajos en la Zona Hotelera. Para distinguir esta Ruta 1 de las otras debe observar que el autobús tenga en sus ventanas frontales las palabras CRUCERO Y DOWNTOWN, es de especial atención que SEA escribe "R1 Tulum Centro" en los parabrisas de sus unidades, mientras que Maya Caribe solo escribe "R1".
- R-1 (PUERTO JUÁREZ, Crucero, Downtown, Centro, Av. Tulum, Hoteles) proporcionado solo por la empresa Autocar.

Esta ruta solo es operada por la empresa Autocar y se diferencia de las demás rutas, porque comienza su recorrido desde la Playa del Niño en Puerto Juárez pasando por el muelle de Ultramar donde salen las embarcaciones que van a Isla Mujeres. Así que debe poner especial atención y ver que en la parte superior del autobús esté escrito la palabra PUERTO JUÁREZ o PTO. JUÁREZ.

### RUTA 2 (R-2)
La ruta 2 conforma rutas de transporte que salen desde ciertas regiones de Cancún haciendo un recorrido previo por un tramo de zona urbana de acuerdo a la ruta proyectada pasando por los lugares que especifica su letrero ya sea rotulado o electrónico y teniendo como destino la zona hotelera y cobrando la tarifa que se establece como zona hotelera durante todo su recorrido ida y vuelta, saliendo de regreso desde el mirador, o sea, Playa Delfines, a su región establecida al lado de su letrero rotulado.
Entre ellos se puede encontrar:
- R2, Niños Héroes
- R2, Torito
- R2, Av. Lakin
- R2, Kabah